# Hyphoraia civica
Hyphoraia civica là một loài bướm đêm thuộc phân họ Arctiinae, họ Erebidae.